# Manuel Cuda
Manuel Cuda (* 1984 in Hadamar, Deutschland*) ist ein italienischer Radiomoderator und Digitalvermittler. Bekannt wurde er als Gründer von AI Music Generation, einer Radiosendung, die sich auf UKW der von KI generierten Musik widmet, sowie als Autor der Kurzrubrik Pillole di AI, die auf mehreren italienischen Sendern ausgestrahlt wird. 2025 führte er ein Interview, in dem Richard Stallman, Gründer von GNU, seine Ansichten zur Künstlichen Intelligenz darlegte.

## Biografie

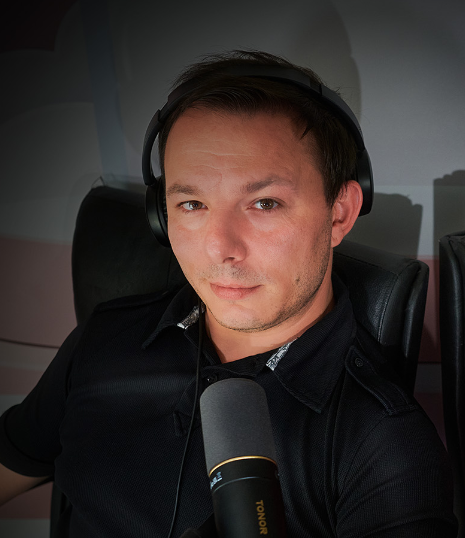
Manuelcudaspeaker

Cuda wuchs nach einem frühen Umzug seiner Familie in Bozen (Südtirol) auf. Das zweisprachige Umfeld prägte sein Interesse an Radio und neuen Technologien.

## Radiokarriere
Cuda ist Schöpfer und Moderator der Sendung AI Music Generation (u. a. bei Radio NBC – Rete Regione). Die Sendung gilt als eine der ersten in Europa, die auf UKW ausschließlich KI-generierte Musik präsentiert.
Seit 2024 moderiert er zudem die tägliche Kurzrubrik Pillole di AI, die in rund drei Minuten Kuriositäten und Nachrichten zur Künstlichen Intelligenz vermittelt und auf mehreren italienischen Sendern ausgestrahlt wird.

### Radiosender-Kooperationen (Auswahl)
Pillole di AI wird auf zahlreichen italienischen Radiosendern ausgestrahlt, darunter:
- 7 Radio Visione
- Antenna Web[3][4]
- Radio Antenna Borgetto
- Radio Armonya
- Art Radio
- Radio Basilicata 2 – BR2
- Radio Centro Fiuggi
- Radio Club
- Radiocom
- Radio Digiesse
- Radio Domusnovas
- Radio Eco Studio 88
- Energy Web Radio
- Radio Enigma
- Radio Felix
- Radio Gamma Stereo[5]
- Radio Gargano FM[6]
- Radio IN[7]
- Italianaradio
- Radio Milazzo
- Radio On The Beat
- Radio One FM
- Radio Orsa Capurso
- Radio Reporter
- Radio RF101
- Radio RVD – Radio Voce nel Deserto[8]
- Radio Studio 104[9]
- Radio Studio Sound
- Radio Terlizzi
- Top Italia Radio
- Radio Tua Ancona
- Radio Valle d’Aosta 101
- WRN Radio

## Interview mit Richard Stallman
2025 veröffentlichte Techrights ein Gespräch, in dem Richard Stallman Cudas Fragen zu Entwicklungen der Künstlichen Intelligenz beantwortete.

## Presse und Medien
- Future Frequencies – Nachrichten zu AI Music Generation
- Synthalia – Beiträge zu KI und Musik
- Fuss.bz.it – Videointerview mit Manuel Cuda
- SaremoFestival.ai – Presseübersicht